# Triptychon of Fear
Triptychon of Fear ist ein deutscher Independent-Episodenfilm von Grindhouse Films aus dem Jahr 2018. Bei zwei Episoden führte El Gore Regie, bei einer Cedric Endress.

## Handlung

### Episode 1 – Would You Go to Hell for Me
Ein drogenabhängiges Pärchen finanziert ihre teure Sucht über fingierte Drogendeals, bei denen die Frau die Dealer kaltblütig ermordet. Nach ihrem letzten großen Ding wollen sie untertauchen und irgendwo neu anfangen. Jedoch geraten sie in einen Autounfall, da beide ununterbrochen streiten und abgelenkt sind. Sie sterben beide. In der Hölle erwartet sie ein Folterknecht, der einem das Leben verspricht und dem anderen die Hölle. Dafür müsste nur einer von ihnen dem anderen vergeben. Nach einigen Folterungen nimmt der Mann schließlich dies auf sich und die Frau kehrt zurück ins Leben. Doch wirklich froh wird sie dort auch nicht und schon kurz darauf findet sie sich in der Hölle wieder.

### Episode 2 – I Fear
Ein Mann erwacht auf einem alten Dachboden. Dort geschehen merkwürdige Dinge. Er versucht einen Ausweg zu finden, doch es gelingt ihm nicht. Mit der zeit verliert er immer mehr seinen verstand, bis er schließlich vor Angst stirbt. Tatsächlich hatte er vorher Selbstmord begangen und beim Ausbluten hatte er diese Vision.

### Episode 3 – Lo Specchio die Colore Giallo Dell Anima
Der Film stellt eine Hommage an einen Giallo da. Man sieht eine junge Frau im Bad, der sich ein unbekannter Täter aus der Ich-Perspektive nähert. Am Ende stellt sich heraus, dass die Frau selbst der Täter ist.

## Hintergrund
El Gore und Cedric Enders stammen beide aus Mittelfranken und veröffentlichen über ihre Firma Grindhouse Films aus Bad Windsheim bereits mehrere Filme. Die drei Episoden entstanden in unterschiedlichen Jahren. Episode 1 und 3 stammen von El Gore, während Endress Regie bei Episode 2 führte. Sie sind sehr unterschiedlich, Episode 1 ist eine typische Grindhouse-Films-Produktion mit Splatterszenen angereichert, während I Fear eher auf psychologischer Ebene funktioniert. Episode 3 ist dann eine Hommage an einen Giallo. Der Film wurde am 13. Juli 2018 über das Label Black Lava Entertainment in Österreich veröffentlicht.

## Rezeption
Auf Die Nacht der lebenden Texte lobte Marco Kraus den Film als überraschend professionell, „[a]uch wenn es stellenweise die eine oder andere kleine Schwäche [gäbe]. Die Dialoge wirken an manchen Stellen ein wenig zu auswendig gelernt (ein Problem vieler Underground-Produktionen) und ab und an wirkt die Kameraführung etwas holprig. Aber das ist hier wirklich Jammern auf hohem Niveau. Alles in allem hat Grindhouse Films ein Brett abgeliefert, an dem jeder Fan des deutschen Underground-Films Gefallen finden kann.“